# Shabak
Sherut haBitachon Haklali (em hebraico: שירות הביטחון הכללי, "Serviço de Segurança Geral", conhecido pela sigla Shabak; em hebraico: שב"כ, IPA: [ʃabak]); oficialmente, Agência de Segurança de Israel (ASI) e comumente referida como Shin Bet ou Shin Beth, é o serviço de segurança interna de Israel. Seu lema é "Magen Velo Yera'e" (em hebraico: מגן ולא יראה: literalmente, "defender sem ser visto", ou melhor, "o escudo invisível"). É uma das três principais organizações da comunidade de inteligência de Israel, ao lado da Aman (inteligência militar da FDI) e do Mossad (responsável pelo trabalho de inteligência no exterior). O serviço secreto estava envolvido na ajuda material militar ao Al-jayš as-suri al-ħurr, segundo o ativista druso Sedqi al-Maqet, o que foi confirmado pelo ministro da defesa israelense Moshe Ya’alon.